# The Legendary Axe
The Legendary Axe (魔境伝説 Makyō Densetsu?) es un videojuego de plataformas horizontal para TurboGrafx-16. Fue desarrollado y publicado por Victor Musical Industries en Japón y por NEC en América del Norte. Se estrenó en Japón en septiembre de 1988 y en América del Norte como uno de los títulos de lanzamiento para TurboGrafx-16 en agosto del mismo año. En el videojuego, el jugador controla a Gogan, un bárbaro cuya novia, Flare, fue secuestrada por el culto de Jagu. El jugador debe navegar a través de seis niveles de plataformas, armados con una hacha legendaria nombrada como "Sting" para derrotar a Jagu y sus esbirros y así poder rescatar a Flare. El videojuego presenta un "medidor de fuerza" recargable que determina cuánto daño es infligido desde la hacha a los enemigos.
The Legendary Axe recibió altos elogios y premios entre los reseñantes de videojuegos, y tuvo una cobertura positiva de preestreno en anticipación con el lanzamiento de TurboGrafx-16, exhibiendo las capacidades de esa consola nueva. Las reseñas de revistas sobre videojuegos como Electronic Gaming Monthly lo denominó como uno de los videojuegos de aventura mejores vistos hasta esa fecha. Fue altamente alabado para sus gráficos y animación detallados, música y jugabilidad diversas, nivel de dificultad y ejecución. Ganó en los premios "Best [TurboGrafx-16] Game of the Year" (español: Mejor videojuego [de TurboGrafx-16] del año) y "Video Game of the Year" (español: Videojuego del año) (para todas las consolas) de Electronic Gaming Monthly y VideoGames & Computer Entertainment respectivamente para 1989. Continuó recibiendo elogios de reseñante durante los años posteriores a su estreno por su jugabilidad sencilla y el diseño de juego que demostró el rendimiento y capacidades de TurboGrafx-16.

## Trama
The Legendary Axe tiene lugar en una tierra muy lejana, donde sus habitantes han estado bajo el control del culto de Jagu. Este culto, quienes regularmente han saqueado las campiñas, está dirigido por un mitad-hombre mitad-bestia llamado Jagu. El protagonista del juego, Gogan, vive en la aldea Minofu, quiénes tienen que entregar a una persona como sacrificio humano ante Jagu cada año. Gogan estuvo fuera en un pueblo remoto estudiando sobre las artes de la guerra cuándo descubre que su amiga de la infancia, Flare, ha sido seleccionado por Jagu como su sacrificio anual. Apresurándose a regresar a Minofu, encuentra que ella ya ha sido tomada por Jagu al "Sitio de Mal" localizado en las montañas. Los ancianos de la aldea entregan a Gogan la Hacha Legendaria nombrada como "Sting", qué le da gran fuerza para enfrentar al culto maligno. Armado con esta hacha, él parte hacia el Sitio de Mal para derrotar a Jagu y su culto y rescatar a Flare.

## Jugabilidad
The Legendary Axe es un videojuego de acción/plataformas de desplazamiento lateral en qué el jugador asume el papel de Gogan, quién debe atravesar seis niveles con temáticas diferentes (llamados "zonas") los cuales incluyen junglas, cuevas y montañas; el objetivo es derrotar criaturas como "hombres rana", osos, y arañas gigantes con su Hacha Legendaria "Sting"; eliminar a Jagu y su culto; y rescatar a Flare. Los jugadores tienen que también navegar sorteando saltando varios obstáculos y peligros. Gogan Tiene un medidor de vitalidad que disminuye cada vez que recibe daño de las criaturas, y el jugador pierde una vida cuándo este medidor de Gogan se acaba o si cae fuera de la pantalla. El videojuego termina cuándo los jugadores han perdido todas sus vidas, pero además cuentan con cuatro continuaciones con las cuales pueden retomar la partida en la misma sección en qué han perdido todas sus vidas.
Gogan tiene un "medidor de fuerza" intermitente en la parte superior de la pantalla que determina cuánto daño pueda infligir sobre los enemigos cuándo blande su hacha. Ese medidor de fuerza se vacía después de atacar y entonces se rellena de nuevo despacio hasta su capacidad máxima. El medidor de fuerza se incremente un 25% siempre que el jugador recoge un "contenedor de cristal". Esto incorpora un elemento de estrategia en la jugabilidad en la cual el jugador podría hacer una serie de golpes ligeros con su hacha o esperar y dejar que se complete el medidor de fuerza para un solo golpe más potente. Esparcido durante el videojuego para ayudar Gogan existen estatuas miniatura llamadas "ídolos Jagu" que revelan power-ups cuándo son destruidos; estos power-ups incluyen "contenedores de cristal" que aumentan la fuerza de ataque de Gogan, alas que aumentan la velocidad de los ataques de Gogan, esferas de poder que ayudan a restaurar el medidor de vitalidad de Gogan, cristales que premian con puntos de bonificación, y además vidas extras. Las vidas adicionales también pueden ser obtenidas por medio de adquirir una determinada cantidad de puntos.
Las zonas en The Legendary Axe constan de zonas diferentes; varían de bosques oscuros a cavernas a altiplanicies de montaña a fortalezas. Los jugadores afrontan muchos enemigos a lo largo del camino qué necesitan atravesar: "hombres rana" que saltan desde cuerpos de agua y escupen fuego; criaturas de tipo ameba que saltan y ruedan en las cavernas; "hombres de roca" que emergen y atacan en las altiplanicies de montaña; y arañas gigantescas que disparan telarañas contra los jugadores. Los jefes en el videojuego son guardianes del culto de Jagu y son enfrentados al final de cada zona. Estos incluyen a los siguientes: al final de la Zona 1, un par de osos grizzly poseídos; en la Zona 2, un peñasco mágico; en la Zona 3, un grupo de monstruos voladores de tipo slinky llamados "Aqua Lungs"; y en la Zona 4, un par de criaturas con escudos y lanzas llamados "Punjabbis". La Zona 5 culmina con un laberinto de salas llamado como "Pits of Madness" (español: Fosas de locura) qué presentan a cada enemigo combatido hasta aquel punto más algunos enemigos nuevos; en su final esta un demonio de culto lanza-fuego. La Zona 6 consta de la batalla final contra el propio Jagu .

## Desarrollo
The Legendary Axe estuvo desarrollado por Victor Musical Industries, y fue estrenado bajo el título Makyō Densetsu en Japón para PC Engine por la misma compañía en septiembre de 1988. Con anterioridad a su estreno en América del Norte, el videojuego fue retitulado como The Legendary Axe y fue junto con otros videojuegos para PC Engine y esa misma consola durante el evento International Winter Consumer Electronics Show de 1989 en Las Vegas, Nevada. Más tarde en 1989, NEC rediseñó la consola de Hudson Soft y la rebautizó como TurboGrafx-16 para su comercialización norteamericana inminente. NEC buscó a soporte third-party para desarrollar la consola; debido a que entonces eran puramente un desarrollador de hardware, carecieron de la capacidad de desarrollar cualquier software o videojuegos propios. Esto dio lugar a que NEC publicara videojuegos desarrollados por aquellas compañías third-party en América del Norte. The Legendary Axe se estrenó para América del Norte como un título de lanzamiento para TurboGrafx-16 en el 29 de agosto de 1989.
En 1990, Victor publicó The Legendary Axe II (Ankoku Densetsu, que se traduciría aproximadamente como "Leyenda Oscura"). Pretendido como secuela de The Legendary Axe en Japón, el hacha titular no es la arma principal, y la mecánica de jugabilidad del "medidor de fuerza" había sido omitida.

## Recepción
The Legendary Axe recibió coberturas positivas al momento de su estreno. En una visión general de PC Engine, VideoGames & Computer Entertainment se refirió al videojuego como "característico del sonido, gráficos y jugabilidad avanzados de PC Engine". Una preview posterior de la misma revista indicó que era uno de los mejores videojuegos de la consola, y aplaudieron los gráficos y jugabilidad de estilo arcade. Dijeron que todo el mundo que tenga la consola debería adquirir el videojuego y que era una "exhibición excelente de las capacidades del sistema de juego". Steve Harris de Electronic Gaming Monthly dijo era uno de sus videojuegos favoritos, alabando su temática, gráficos, sonido, y ejecución; añade que sus características eran insuperables por cualquier videojuego en esa época. Ed Semrad dijo "es cómo [un videojuego de plataforma] tendría que haber sido hecho" y que debería ser el primer juego que los dueños de una TurboGrafx-16 tendrían que comprar. Donn Nauert lo denominó como uno de los mejores videojuegos de aventura hasta esa época y repitió los elogios de Harris. Jim Allee repitió la observación de Semrad sobre que el videojuego es Rastan pero con gráficos mejores; alabó sus sprites detallados, la música y jugabilidad diversas, y su nivel de dificultad y además concluyó que "es todo lo que podrías querer en un juego".
The Legendary Axe recibió varios premios y reconocimientos. En "Best and Worst of 1989" (español: Mejor y Peor de 1989) de Electronic Gaming Monthly, el videojuego ganó como "Best Game of the Year" (español: Mejor juego del año) para TurboGrafx-16. La revista citó una "mezcla perfecta de acción y aventura" y sonido y gráficos excepcionales. También recibió un premio para "Coolest Boss Attackers" (español: Atacantes jefes más geniales) por su jefe final Jagu, un premio que estuvo compartido con el "Mejor juego del año" para Sega Génesis de 1989, Ghouls 'n Ghosts, por su jefe final "Loki". El videojuego ganó como "Juego del año" (para todas las consolas) designado por VideoGames & Computer Entertainment en 1989. Dijeron que el videojuego "tiene un poco de todo: mucha acción esgrimiendo el hacha, capas a capas de música de alta calidad alta y fluidez, animación colorida. La combinación de estos elementos trajo esta aventura de acción hasta arriba de la pila de videojuegos como crema creciente"."
The Legendary Axe continuó recibir elogio de reseñantes años después de su estreno. En 1997, los editores de Electronic Gaming Mounthly lo clasificaron como número 80 en su lista "100 Best Games of All Time" (español: 100 mejores juegos de todos los tiempos), atribuyendo la popularidad del videojuego a sus niveles enormes, "control total", mecánico de carga diseñado inteligentemente, y jefes enormes, particularmente el jefe final. En su visión general de la historia de TurboGrafx-16, Levi Buchanan de IGN señaló el videojuego hizo a la consola "una fácil vender" para compradores y mostró el rendimiento superior de TurboGrafx-16 por sobre Nintendo Entertainment System. Diciendo que The Legendary Axe "hizo que el NES luciera totalmente anticuada". En una reseña completa separada del videojuego, Buchanan señaló que el videojuego era una mejora sobre el videojuego empaquetado junto con la consola, Keith Courage in Alpha Zones; él dijo que The Legendary Axe era más divertido y tuvo buena acción comparado al anterior. Señaló que el videojuego permanecía disfrutable casi veinte años después de su estreno debido a su jugabilidad sencilla de plataformas comparado a videojuegos modernos más complicados como Mass Effect. Alabó la animación fluida del videojuego, fondos innovadores y detallados, diseños de enemigos, y la banda sonora, mencionando que "cualquier nerd de las tonadas de juegos clásicos disfrutaría tener [la música] en su iPod". Allgame señaló un cambio en la jugabilidad cuando se acerca el fin del videojuego; después del quinto nivel, los jugadores tienen que navegar un laberinto llamado "Pits of Madness" (español: Fosas de locura) donde si toman el camino incorrecto, son devueltos a su principio.
The Legendary Axe no fue parte de los videojuegos de PC Engine comercializado por medio del servicio Consola Virtual de Wii, y Lucas Thomas de IGN valoró al videojuego como el 3º en una lista de "Top 10 unreleased TurboGrafx Titles" (español: Mejores 10 títulos inédito de TurboGrafx) para ese sistema. Mencionó que él estaba sorprendido de encontrar que este videojuego no estuviera disponible en la Consola Virtual, dado que fue uno los títulos insignia de TurboGrafx-16 que estuvo anunciado fuertemente cuándo está se estrenó. La revista Retro Gamer basada en Reino Unido, en una mirada retrospectiva a los videojuegos en enero 1989, hizo una comparación similar del videojuego con Rastan, "con muchas cuchilladas de espada y saltos de plataformas". Aquel reseñante dijo que la popularidad de The Legendary Axe en Japón fue lo que causó que fuera comercializado para TurboGrafx-16 como título de lanzamiento en América del Norte.